# 穆劳附近圣格奥尔根
穆劳附近圣格奥尔根是奥地利施蒂利亚州穆劳县的一个市镇。总面积83.54平方公里，总人口1395人，人口密度16.7人/平方公里（2005年）。